# Raiffeisenbank Neumarkt-St. Veit - Reischach
Die Raiffeisenbank Neumarkt-St. Veit - Reischach eG ist eine Genossenschaftsbank mit Sitz in der bayerischen Gemeinde Reischach im Landkreis Altötting.

## Geschichte
Die Raiffeisenbank Neumarkt-St. Veit - Reischach eG wurde am 17. Juni 1899 als Genossenschaftsbank in Reischach gegründet und entstand in ihrer heutigen Form im Jahr 2013 durch die Fusion der Raiffeisenbank Reischach-Wurmannsquick-Zeilarn eG mit dem Sitz in Reischach mit der Raiffeisenbank Neumarkt-St. Veit-Niederbergkirchen eG mit dem Sitz in Neumarkt-St. Veit.
Die Raiffeisenbank Reischach-Wurmannsquick-Zeilarn eG und die Raiffeisenbank Neumarkt-St. Veit-Niederbergkirchen eG entstanden in den Vorjahren jeweils bereits durch mehrere Fusionen kleinerer Genossenschaftsbanken:
- 2004 - Fusion der Raiffeisenbank Neumarkt-St. Veit eG mit dem Sitz in Neumarkt-St. Veit mit der Raiffeisenbank Niederbergkirchen eG mit dem Sitz in Niederbergkirchen zur Raiffeisenbank Neumarkt-St. Veit-Niederbergkirchen eG
- 1994 - Fusion der Raiffeisenbank Neumarkt-Sankt Veit eG mit der Raiffeisenbank Niedertaufkirchen eG mit dem Sitz in Niedertaufkirchen
- 1993 - Fusion der Raiffeisenbank Egglkofen eG mit dem Sitz in Egglkofen mit der Raiffeisenbank Neumarkt-Sankt Veit eG
- 1992 - Fusion der Raiffeisenbank Reischach - Zeilarn eG mit dem Sitz in Reischach mit der Raiffeisenbank Wurmannsquick eG mit dem Sitz in Wurmannsquick
- 1979 - Fusion der Raiffeisenbank Reischach eG mit der Raiffeisenbank Zeilarn eG mit dem Sitz in Zeilarn zur Raiffeisenbank Reischach - Zeilarn eG
- 1970 - Fusion der Raiffeisenkasse Lohkirchen eGmbH mit dem Sitz in Lohkirchen mit der Raiffeisenbank Neumarkt-Sankt Veit eGmbH

## Rechtsverhältnisse
Die Raiffeisenbank Neumarkt-St. Veit - Reischach eG ist im Genossenschaftsregister beim Amtsgericht Traunstein unter GnR 11 eingetragen.

## Organisationsstruktur
Rechtsgrundlagen sind das Genossenschaftsgesetz und die durch die Vertreterversammlung beschlossene Satzung. Organe der Bank sind der Vorstand, der Aufsichtsrat und die Vertreterversammlung.

## Sicherungseinrichtung
Die Raiffeisenbank Neumarkt-St. Veit - Reischach eG ist der amtlich anerkannten Sicherungseinrichtung des Bundesverbandes der Deutschen Volksbanken und Raiffeisenbanken GmbH und der zusätzlichen freiwilligen Sicherungseinrichtung des Bundesverbandes der Deutschen Volksbanken und Raiffeisenbanken e.V. angeschlossen.

## Geschäftsausrichtung
Die Raiffeisenbank Neumarkt-St. Veit - Reischach eG betreibt das Universalbankgeschäft. Im Verbundgeschäft arbeitet sie mit der DZ Bank, R+V Versicherung, Bausparkasse Schwäbisch Hall, Teambank, VR Leasing,  DZ Hyp und der Union Investment zusammen.

## Geschäftsgebiet
Das Geschäftsgebiet liegt im Norden der beiden Landkreise Altötting und Mühldorf am Inn sowie im Westen des Landkreises Rottal-Inn.
An diesen Orten betreibt die Bank Filialen:
- Reischach (Hauptstelle, jur. Sitz)
- Mitterskirchen (Geschäftsstelle)
- Neumarkt-St. Veit (Geschäftsstelle)
- München (Geschäftsstelle)
- Niederbergkirchen (Geschäftsstelle)
- Wurmannsquick (Geschäftsstelle)
- Zeilarn (Geschäftsstelle)
- Perach (SB-Geschäftsstelle)
- Egglkofen (SB-Geschäftsstelle)